# Tizac-de-Curton
Tizac-de-Curton è un comune francese di 286 abitanti situato nel dipartimento della Gironda nella regione della Nuova Aquitania.

## Società

### Evoluzione demografica
Abitanti censiti